# 日本国語大辞典
『日本国語大辞典』（にほんこくごだいじてん）は、小学館が発行する日本最大で唯一の大型国語辞典である。略称は「日国」（にっこく）または「日国大」（にっこくだい）。初版は日本大辞典刊行会編。

## 発刊
上田万年・松井簡治による『大日本国語辞典』を引き継ぐ事業という性格をもつ。松井簡治の子松井驥、その子松井栄一三代の蓄積していたカード資料に注目した小学館が、1960年（昭和35年）に出版を持ちかける。1964年（昭和39年）に、国語学者・金田一京助や、『広辞苑』の著者・新村出、『大漢和辞典』で知られる諸橋轍次を始め、佐伯梅友・時枝誠記・西尾実・久松潜一・山岸徳平という日本の国語学界を代表する学者を編集顧問に迎えて編集委員会が発足し、200名以上の執筆者を動員して本格的に編纂作業を開始する。
1972年（昭和47年）から1976年（昭和51年）の5年間にわたって刊行され、全20巻、45万項目、75万用例という大部の辞典となった。また別冊には主要出典一覧、方言資料などが収められる。活版印刷には図書印刷があたった。完結した1976年（昭和51年）に第30回毎日出版文化賞の特別賞を受賞。

### 新訂版
1979年（昭和54年）には、判型をA4変型からB5変型へ縮小した縮刷版（全10巻）を刊行。1981年（昭和56年）には1冊版の『小学館国語大辞典』も刊行され、他にも『故事俗信ことわざ大辞典』（1982年（昭和57年））が『日本国語大辞典』の情報をもととして刊行された。また『小学館国語大辞典』のデータは、刊行後にコンピュータ入力され、これをもとに『現代国語例解辞典』（1985年（昭和60年））、『言泉』（1986年（昭和61年））など小・中辞典が多数編纂された。
1987年（昭和62年）より図書印刷の光学式文字読取装置（OCR）によって初版のデータが読み込まれ、これに初版刊行後に小学館の刊行したさまざまな分野の辞典の成果も取り入れ、大幅な訂正・加筆を加えた第二版の刊行が企図される。編集委員会は1990年（平成2年）に発足し、初版でも編集委員を務めている松井栄一と林大を始め、北原保雄・久保田淳・谷脇理史・徳川宗賢・前田富祺・渡辺実が編集にあたった。
第二版は、初版完結から24年の歳月を経て2000年（平成12年）から2002年（平成14年）にかけて刊行。B5変型、全14巻（本編13巻・別巻1）、50万項目、100万用例を収録し、別巻には漢字索引、方言索引、出典一覧を収録する。初版では批判があった用例に年代が付されていない点を第二版では大幅に改善した。また『日本方言大辞典』（全3巻、1989年（平成元年））をもとに、方言の語彙を増補している点も特色としてあげられている。
2005年（平成17年）12月より、全3巻の精選版（30万項目、30万用例）が刊行された。
電子化の可能性は第二版のあとがきにも記されていたが、2006年（平成18年）11月14日に小学館とネットアドバンスよりオンライン版の公開が発表され、2007年（平成19年）7月よりサービスが開始された。サービス名は「日国オンライン」で、ネットアドバンスが運営する総合オンライン辞書・辞典サイト「JapanKnowledge」のコンテンツの1つとして提供される。第二版の内容を網羅し、見出しだけでなく、全文、用例、方言、出典情報などについて、前方一致・後方一致などの条件で検索が可能となった。
2007年（平成19年）8月には『精選版』全3冊の内容を図版含めフル収録した電子辞書がカシオ計算機より発売された。2013年にはSII（セイコーインスツル）からも発売されている。
2016年（平成28年）にはジャストシステムより、かな漢字変換ソフトウェアATOKに「精選版日本国語大辞典 for ATOK」を同梱した版が発売された。2017年（平成29年）には物書堂によりiOS版（精選版）が発売されている。2018年（平成30年）には精選版がコトバンクに追加された。

### 第三版
2024年（令和6年）7月25日、小学館が改訂に着手すると発表した。「第三版」のデジタル版の完成を2032年、書籍版の発売を2034年からと予定している。
編集委員は金水敏、近藤泰弘、田中牧郎、日高水穂、前田直子、山本真吾。

## 書誌情報

### 初版
日本大辞典刊行会編『日本国語大辞典』小学館、20巻21冊、1972年（昭和47年）12月 - 1976年（昭和51年）3月
1. ISBN 4095220015
2. ISBN 4095220023
3. ISBN 4095220031
4. ISBN 409522004X
5. ISBN 4095220058
6. ISBN 4095220066
7. ISBN 4095220074
8. ISBN 4095220082
9. ISBN 4095220090
10. ISBN 4095220104
11. ISBN 4095220112
12. ISBN 4095220120
13. ISBN 4095220139
14. ISBN 4095220147
15. ISBN 4095220155
16. ISBN 4095220163
17. ISBN 4095220171
18. ISBN 409522018X
19. ISBN 4095220198
20. ISBN 4095220201

### 縮刷版
日本大辞典刊行会編『日本国語大辞典』縮刷版、小学館、全10巻、1979年（昭和54年）10月 - 1981年（昭和56年）4月
1. ISBN 4095200014
2. ISBN 4095200022
3. ISBN 4095200030
4. ISBN 4095200049
5. ISBN 4095200057
6. ISBN 4095200065
7. ISBN 4095200073
8. ISBN 4095200081
9. ISBN 409520009X
10. ISBN 4095200103

### 第二版
日本国語大辞典第二版編集委員会・小学館国語辞典編集部編『日本国語大辞典』第二版、小学館、全13巻 + 別巻、2000年（平成12年）12月 - 2002年（平成14年）12月、（販売価格、単冊15,750円、14巻セット220,500円）
1. ISBN 409521001X
2. ISBN 4095210028
3. ISBN 4095210036
4. ISBN 4095210044
5. ISBN 4095210052
6. ISBN 4095210060
7. ISBN 4095210079
8. ISBN 4095210087
9. ISBN 4095210095
10. ISBN 4095210109
11. ISBN 4095210117
12. ISBN 4095210125
13. ISBN 4095210133

別巻 ISBN 4095210141

### 精選版
小学館国語辞典編集部編集『日本国語大辞典』精選版、小学館、全3巻、2005年12月 - 2006年2月 
1. ISBN 4095210214
2. ISBN 4095210222
3. ISBN 4095210230

### オンライン版
個人向け月額1575円、法人向け月額1万5750円

## 電子辞書
『精選版 日本国語大辞典』を収録した電子辞書。

### カシオ計算機
- XD-SA20000（2025年2月発売）[18]
- XD-SX21000（2023年2月発売）[19]
- XD-SX20000（2020年2月発売）[20]
- XD-SR20000（2019年2月8日発売）[21]
- XD-G20000（2017年2月発売）[22]
- XD-Y20000（2016年2月発売）[23]
- XD-K18000（2015年2月13日発売）[24]
- XD-U6900（2014年3月7日発売）[25]
- XD-U18000（2014年2月14日発売）[26]
- XD-N10000（2013年2月15日発売）[27]
- XD-D10000（2012年1月発売）[28]
- XD-B10000（2011年1月21日発売）[29]
- XD-A10000（2010年1月15日発売）[30]
- XD-GF10000（2009年2月20日発売）[31]
- XD-GP6900（2008年2月15日発売）[32]
- XD-GW6900（2007年8月31日発売）[33]

### SII（セイコーインスツル）
- DF-X10001（2013年9月発売）[34]
- DF-X10000（2013年3月発売）[35]